# Kayubihi
Kayubihi is een bestuurslaag in het regentschap Bangli van de provincie Bali, Indonesië. Kayubihi telt 5198 inwoners (volkstelling 2010).